# Чирш-Хирлепы
Чирш-Хирле́пы (чув. Чӑрӑш Хирлеп) — деревня в Вурнарском районе Чувашии. Входит в Азимсирминское сельское поселение.

## География
Посёлок находится в 69 км от Чебоксар.

## Население
| 2010 | 2012 |
| ---- | ---- |
| 100  | ↗108 |

## Образование
В поселке действует Чирш-Хирлепинская школа.